# 삼평중학교
삼평중학교(三坪中學校)는 대한민국 경기도 성남시 분당구 삼평동에 있는 공립 중학교이다.

## 학교 연혁
- 2009년 1월 2일 : 삼평중학교 설립인가
- 2009년 3월 1일 : 삼평중학교 개교
- 2009년 3월 1일 : 초대 김옥희 교장 취임
- 2009년 3월 2일 : 제1회 55명 입학
- 2010년 2월 10일 : 제1회 70명 졸업
- 2012년 3월 1일 : 특수학급 1학급 인가
- 2022년 3월 1일 : 제5대 이민자 교장 취임
- 2024년 1월 5일 : 제15회 177명 졸업(2,612명)
- 2024년 3월 4일 : 제16회 174명 입학

## 참고 자료
- 삼평중학교 - 한국교육학술정보원 학교알리미